# Апфельтрах
Апфельтрах (нем. Apfeltrach) — община в Германии, в земле Бавария.
Подчиняется административному округу Швабия. Входит в состав района Нижний Алльгой. Подчиняется управлению Дирлеванг.  Население составляет 960 человек (на 31 декабря 2010 года). Занимает площадь 15,03 км².